# СМ-120
СМ-120 — белорусский самоходный миномёт. Машина разработана предприятием «Минотор-Сервис» на базе возимого миномётного комплекса 2С12 «Сани» и шасси бронетранспортёра МТ-ЛБу.

## История
Разработка СМ-120 была завершена в 2003 году. Машины принимали участие в комплексных учениях Вооруженных сил Республики Беларусь «Чистое небо — 2003» и «Щит Отечества — 2004».

## Описание
По данным разработчика, применение СМ-120 позволяет значительно увеличить живучесть расчёта и боеприпасов в сравнении с возимым миномётом за счёт бронирования машины и малого времени смены огневой позиции, а также увеличивает проходимость и маневренность подразделения.
САУ имеет возможность вести стрельбу как из боевой машины, так и с грунта.

## Страны-эксплуатанты
- Беларусь — самоходные миномёты СМ-120 состоят на вооружении Сухопутных войск[5].